# Zivilstreife
Zivilstreife (teilweise Zivile Einsatzgruppe – ZEG, Fahndungs- und Kontrolltrupp, Zivile Aufklärungsgruppe oder Zivile Verkehrsüberwachung, veraltet auch Zivilfahnder) bezeichnet in Deutschland den Streifendienst der Polizei, bei der die Polizeieigenschaft nicht erkennbar ist.

## Beschreibung
Der Aufgabenbereich der Zivilstreife besteht vor allem aus der Strafverfolgung im Rahmen von Einsätzen, dem Streifendienst und der Observation von Personen und Objekten sowie dem Vollstrecken von Haftbefehlen. Die zunächst nicht offenbarte berufliche Eigenschaft der Zivilkräfte (Polizeieigenschaft) gründet auf polizeitaktischen Überlegungen. Beim Einsatz uniformierter Kräfte würde der polizeiliche Zweck der Strafverfolgung und der Gefahrenabwehr in vielen Einsätzen nicht möglich sein. Ein häufiges Beispiel hierfür sind die Einsätze von Zivilstreifen durch die Autobahnpolizeien. Hierbei werden getarnte Fahrzeuge mit Geschwindigkeitsmess- und Videoaufnahmesystemen (siehe: Police-Pilot-System) eingesetzt, die sich erst nach Dokumentation etwaiger Verkehrsverstöße mittels Winkerkelle bzw. Blaulicht und/oder Martinshorn zu erkennen geben.

## Fahrzeuge

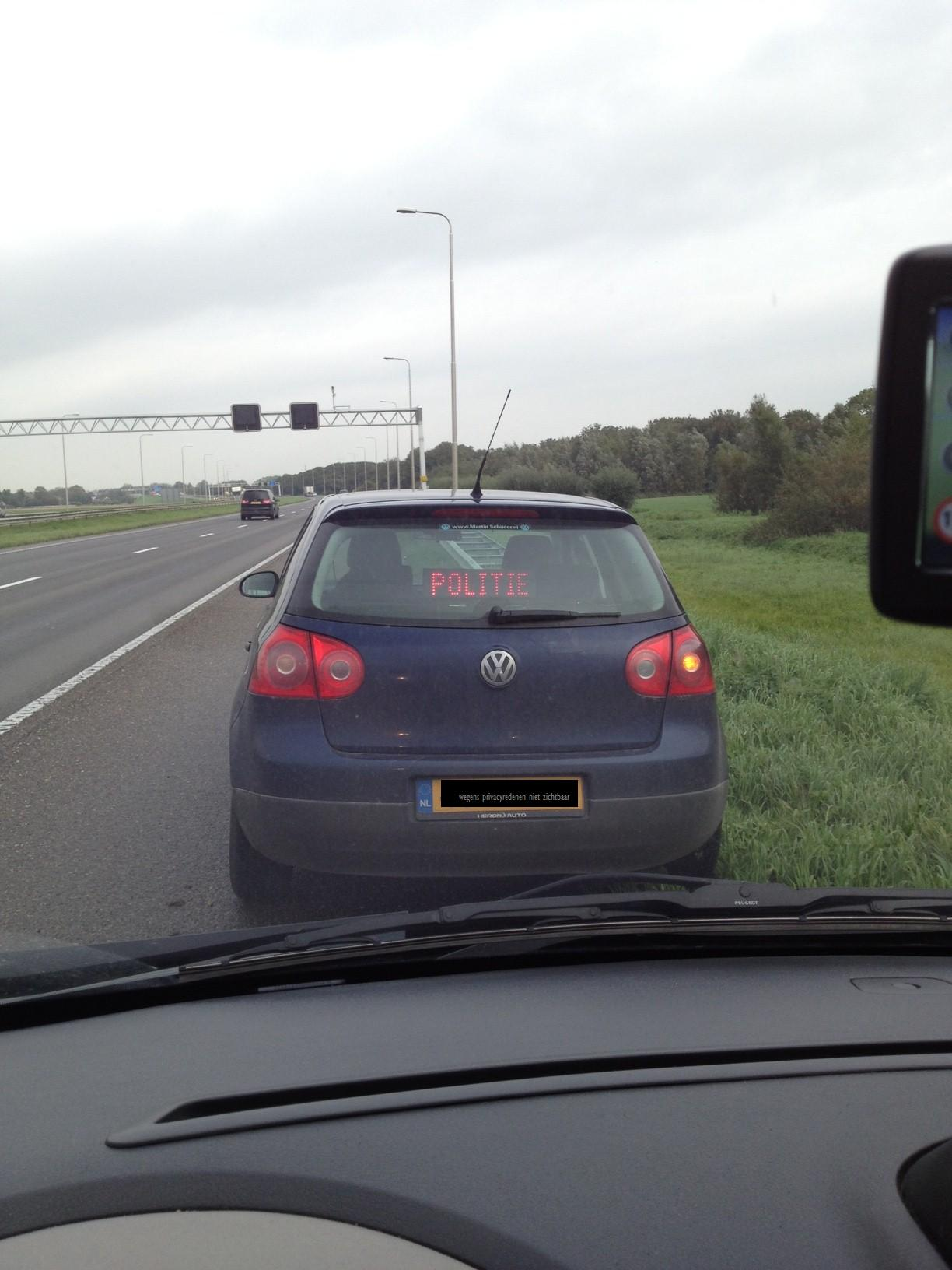
Niederländische Zivilstreife beim Anhalten eines Autos per Anhaltesignalgeber

Von Zivilstreifen verwendete Polizeifahrzeuge (Zivilfahrzeuge) sind in der Regel neutral lackiert (beispielsweise: dunkelgrau/metallic-silbern, schwarz, dunkelblau/mittelblau, dunkelgrün, rot). Genutzt werden vor allem Mittelklasse-Kombis und Limousinen deutscher Hersteller (beispielsweise: VW Passat/Golf Variant/Touran, Opel Astra/Insignia, BMW 3er/5er, Mercedes E-Klasse), seltener ausländische Fabrikate, aber immer wieder auch Kleinwagen (VW Golf) sowie Vans (vor allem VW T5). Diese Fahrzeuge verfügen meist über eine deutlich verlängerte Funkantenne, versteckte LED-Front-, Scheiben- und/oder Heckscheibenblitzer (bei Einsätzen optische Ergänzung zum aufgesetzten Magnetblaulicht), LED-Signaltafeln für Halte-Aufforderungen oder andere Hinweise (an Sonnenblende und/oder Hutablage befestigt), häufig getönte Scheiben im Fond sowie – je nach Einsatzlage – Tarnkennzeichen. Darüber hinaus verfügen sie in jedem Fall über eine Funksprecheinrichtung, akustische Sondersignalanlage sowie einsatzspezifische Ausrüstung im Wageninneren. Dabei können Modell und Ausstattung von Landespolizei zu Landespolizei allerdings stark variieren.

## Beamte
Die Polizisten treten meist in bürgerlicher Kleidung auf, wobei es auch Zivilstreifen gibt, die zwar zivile Polizeifahrzeuge fahren, die Polizisten jedoch uniformiert sind. Der Personenschutz, Gewerbebeamte der Polizei und die Kriminalpolizei und viele andere arbeiten immer zivil, gehören aber nicht zur Zivilstreife der klassischen (Schutz-)Polizei, ebenso nicht Observationskräfte.
Zivilstreifen sind meist eine Gruppe innerhalb einer Polizeiinspektion. Die in der Regel fest eingeteilten Streifenpartner, die aus Polizeivollzugsbeamten der Schutzpolizei bestehen (in Hamburg gibt es auch Zivilstreifen der Wasserschutzpolizei), leisten Schichtdienst und arbeiten zeitlich analog (jedoch zeitversetzt) zu den Dienstgruppen.

## Geschichte
Das Modell der Zivilstreife geht auf die Einführung bei der Polizeidirektion Braunschweig im Jahre 1962 zurück. Anfang der 1960er Jahre nahm die Kriminalität in Braunschweig durch schwere Verbrechen und Überfälle rapide zu, so dass Bürger 1961 vom  niedersächsischen Innenminister besseren Schutz einforderten. Die Polizeidirektion richtete eine bis dahin bundesweit einmalige Polizeieinheit ein, die sich Nachtstreifenkommando nannte. Die angehörigen Polizeibeamten waren nachts in Fahrzeugen als Zivilstreife unterwegs, anfangs mit privaten Pkw und ohne Funkgeräte. Schon bald ging die Kriminalität in der Stadt um rund 25 % zurück. Diese Art der Kriminalitätsbekämpfung diente als Vorbild für die Polizeien anderer Bundesländer. 1970 erfolgte in Braunschweig eine Umbenennung der überaus erfolgreichen Polizeieinheit in Ziviles Streifenkommando, 1994 in Ziviler Streifendienst.